# Іванково (Хорватія)
Іванково (хорв. Ivankovo) — населений пункт і громада в Вуковарсько-Сремській жупанії Хорватії.

## Населення
Населення громади за даними перепису 2011 року становило 8 006 осіб. Населення самого поселення становило 6 194 осіб.
Динаміка чисельності населення громади:
Динаміка чисельності населення центру громади:

## Населені пункти
Крім поселення Іванково, до громади також входять: 
- Прковці
- Ретковці

## Клімат
Середня річна температура становить 11,13 °C, середня максимальна – 25,49 °C, а середня мінімальна – -6,03 °C. Середня річна кількість опадів – 690 мм.
| Клімат поселення                              | Клімат поселення | Клімат поселення | Клімат поселення | Клімат поселення | Клімат поселення | Клімат поселення | Клімат поселення | Клімат поселення | Клімат поселення | Клімат поселення | Клімат поселення | Клімат поселення | Клімат поселення |
| Показник                                      | Січ.             | Лют.             | Бер.             | Квіт.            | Трав.            | Черв.            | Лип.             | Серп.            | Вер.             | Жовт.            | Лист.            | Груд.            |                  |
| Середній максимум, °C                         | 5,84             | 8,01             | 12,64            | 17,26            | 22,52            | 25,49            | 25,35            | 25,02            | 21,10            | 15,56            | 9,56             | 5,53             |                  |
| Середня температура, °C                       | −0,1             | 2,08             | 6,70             | 11,30            | 16,58            | 19,57            | 21,21            | 20,93            | 17,01            | 11,46            | 5,42             | 1,40             |                  |
| Середній мінімум, °C                          | −6,03            | −3,87            | 0,77             | 5,38             | 10,66            | 13,60            | 17,12            | 16,82            | 12,89            | 7,34             | 1,32             | −2,68            |                  |
| Норма опадів, мм                              | 45               | 40               | 43               | 54               | 62               | 88               | 68               | 63               | 51               | 58               | 65               | 53               |                  |
| Середньомісячна швидкість вітру, м/с          | 2.11             | 2.40             | 2.70             | 2.60             | 2.30             | 2.10             | 2.10             | 1.90             | 1.90             | 2.00             | 2.10             | 2.20             |                  |
| Середньомісячна сонячна радіація, кДж/м²·день | 4328             | 7006             | 11005            | 15523            | 19388            | 21433            | 22340            | 20366            | 15119            | 9467             | 4880             | 3600             |                  |
| --------------------------------------------- | ---------------- | ---------------- | ---------------- | ---------------- | ---------------- | ---------------- | ---------------- | ---------------- | ---------------- | ---------------- | ---------------- | ---------------- | ---------------- |
| Джерело:                                      |                  |                  |                  |                  |                  |                  |                  |                  |                  |                  |                  |                  |                  |